# Bundesgymnasium und Bundesrealgymnasium Kufstein
Das Bundesgymnasium und Bundesrealgymnasium Kufstein steht in der Maderspergerstraße Nr. 3 im Zentrum der Stadtgemeinde Kufstein in Österreich. Die bedeutende Schule für den Bezirk Kufstein feierte 2007 das 100-jährige Bestehen. Das Gebäude, besonders die Aula, steht unter Denkmalschutz (Listeneintrag).

## Geschichte

### Vorgeschichte
Anfang der 1870er-Jahre tauchte die Forderung nach einer Mittelschule in Kufstein auf. Als bedeutender und aktiver Vertreter dieser Forderung ist Matthäus Hoerfarter zu nennen, der in einem öffentlichen Bürgerausschuss die Teilnehmer von der Notwendigkeit einer solchen Schule überzeugte.
Durch die Okkupation Bosniens und Herzegowinas hatte der Staat zu diesem Zeitpunkt aber nicht die nötigen Mittel, und so blieb der Wunsch eine Zeit lang liegen.
In der Bürgerausschusssitzung vom 23. Dezember 1901 wurde abermals eine Forderung nach einer Mittelschule gestellt und allseits begrüßt. Ein Mittelschul-Ausschuss wurde gegründet und beschäftigte sich mit der Finanzierbarkeit und des Typs (Gymnasium oder Realgymnasium).
1907 sagte Kaiser Franz Joseph I. dem Bau zu.

### Eröffnung bis Erster Weltkrieg
Am 25. September 1907 wurde die k.u.k. Staatsrealschule eröffnet. Erster Direktor war Franz Tafatscher (1869–1926). Dem Lehrkörper der ersten Stunde gehörte der Wiener Carl Techet an, der die Fächer Naturgeschichte und Chemie unterrichtete. Techet verfasste die tirolkritische Satire „Fern von Europa“, die einen Literaturskandal auslöste und seine Strafversetzung zur Folge hatte. Der erste Unterricht fand in den Anfängen in einer Villa (Maximilianstraße 15) statt. Der Neubau wurde durch den Architekten Willy Graf gestaltet.

### Erster Weltkrieg
Drei Lehrer und neun Schüler sind im Krieg gefallen.
Das Internat wurde geschlossen.

### 1938 bis 1945
Als am 12. März 1938 deutsche Truppen in Kufstein einmarschierten, kam es zum Anschluss Österreichs an das Deutsche Reich. Daraufhin wurden der derzeitige Direktor Christian Bader sowie fünf Lehrer „aus wichtigen Dienstesrücksichten“ suspendiert. Im Juni desselben Jahres wurde das Realgymnasium in eine „Staatliche Oberschule für Jungen“ umgewandelt.
Im Oktober wurde eine 8. Klasse für „politisch geschädigte Mittelschüler“ installiert.
Während des Krieges diente die Schule auch als Lazarett. Im Krieg starben 49 Jungen und ein Lehrer bzw. waren vermisst.
Am 30. April 1945 um 16 Uhr wurde die Anstalt wegen des bevorstehenden Einmarsches der amerikanischen Armee geschlossen.

### 1945 bis heute
Der Schaden am Gebäude nach dem Krieg war relativ gering und wurde bald behoben. Durch die Entnazifizierung gab es zu wenige Professoren, weshalb zuerst nur mit einem verkürzten Unterricht in den oberen Klassen begonnen werden konnte. Eine Erweiterung des Schulgebäudes und eine Generalsanierung erfolgte in den Jahren 1980 bis 1984. Der Schulbetrieb wurde in dieser Zeit aufrechterhalten. Das Gebäude wurde um 14 Klassenzimmer, vier Fachunterrichtsräume, WC-Anlagen und zwei neue Turnsäle samt Nebenräumen erweitert. Der Schülereingang wurde vom jetzigen Lehrereingang in der Schillerstraße in den Schulhof verlegt. Anstelle der Direktionsvilla und des alten Turnsaales wurden die beiden Klassentrakte errichtet. Die Sonderunterrichtsräume für Physik, Chemie, Biologie, Musik, Werken etc. blieben im Altbau.
Die Jugendstilelemente wurden gesichert und saniert, die Schule wurde allerdings erneut umgebaut. Seit 2013 existiert ein Zubau, welcher mit dem ursprünglichen Gebäude verbunden ist. Der Zubau beinhaltet Klassenräume, einen Mehrzweckraum, eine Bibliothek, EDV-Räume und einen neuen Turnsaal. Ein besonderes Merkmal ist die „Zerknitterte Wand“, welche sich an der Südost-Fassade des Gebäudes befindet. Alle Klassenräume sind mit Smartboards bestückt.
Der Neubau steht schon seit Baubeginn in Kritik, da er nicht zum Altbau passen und sich nicht gut ins Gesamtbild einfügen würde.

## Schulleitung
- 2000–2016 Gerlinde Christandl
- 2016–2025 Ellen Sieberer[3]
- seit 2025 Karin Eschelmüller

## Bekannte Schüler
- Isabella Gruber (* 1970), Abgeordnete zum Tiroler Landtag (besuchte nur die Unterstufe)
- Beate Palfrader (* 1958), Tiroler Politikerin (ÖVP), maturierte 1976
- Nicole Schreyer (* 1977), Politikerin (GRÜNE) und Biologin
- Johannes Rauch (* 1971), Politiker (ÖVP)